# Arbalétriers génois

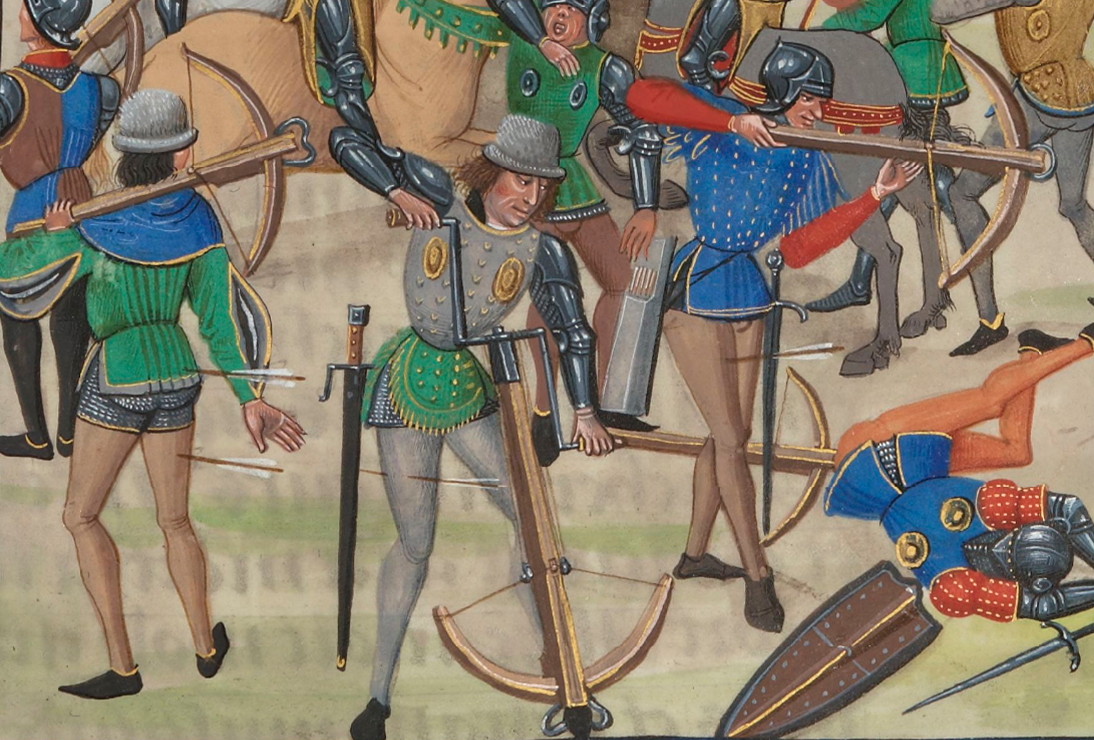
Arbalétriers génois au cours de la bataille de Crécy

Les arbalétriers génois constituaient un célèbre corps militaire au Moyen Âge, ils combattaient pour défendre la république de Gênes, mais aussi en tant que mercenaires à la solde des nations européennes. 
Armés d'arbalètes fabriquées à Gênes, ils ont combattu à la fois sur terre et dans des batailles navales, telles que les batailles de la Meloria et de Curzola. Ils venaient aussi d'autres régions de Ligurie, du Montferrat, de certaines villes de la plaine du Pô, notamment de Pavie, Plaisance et Parme, et de Corse, mais ont été formés et organisés à Gênes.
En dehors de l'arbalète, ils étaient équipés d'une dague, d'un casque léger, d'un gorgerin, d'un haubert et d'un grand bouclier, le pavois, qui protégeait le soldat lorsqu'il rechargeait l'arbalète et qui était souvent porté par un page. Les commandants des compagnies étaient généralement issus des familles nobles de la ville.

## Histoire

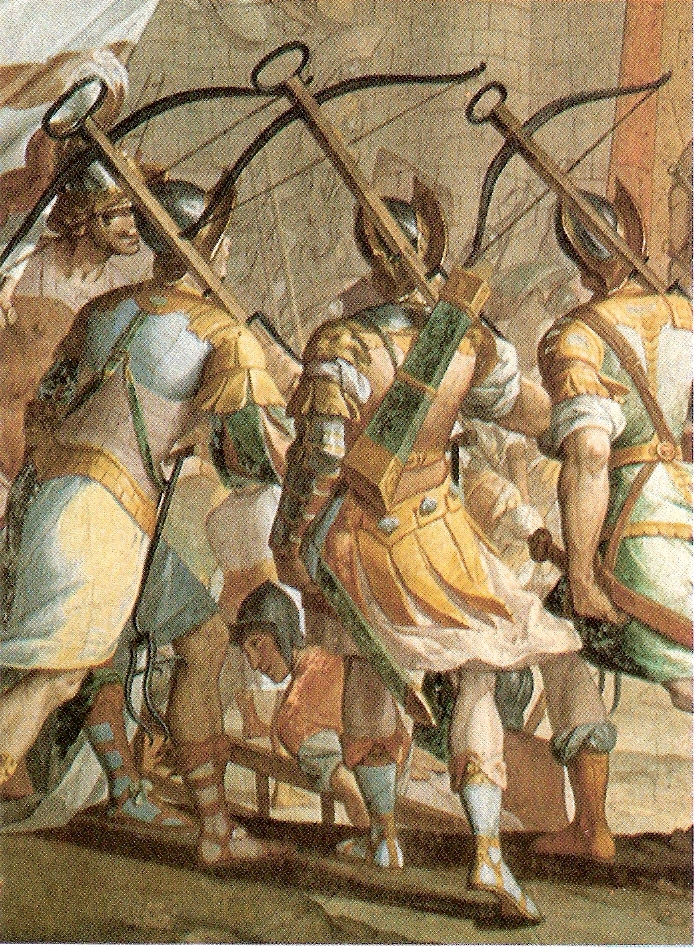
Fresque de Lazzaro Tavarone au Palazzo Cattaneo Adorno, représentant les arbalétriers génois lors de la prise de Jérusalem.

Les arbalétriers génois ont eu un rôle considérable lors de la première croisade, lorsque le commandant génois Guglielmo Embriaco les engagea dans le siège de Jérusalem, et de nouveau à la bataille de Jaffa en 1192, au cours de la troisième croisade. Les arbalétriers génois sont restés l'un des corps militaires les plus respectés jusqu'au 16e siècle, bien après l'introduction des armes à feu en Europe. 
Les lourdes pertes engendrées par les arbalètes génoises conduisit les souverains à prendre des mesures extrêmes. L'empereur Frédéric II, après sa défaite au siège de Parme causée par une attaque des Génois, ordonna que les arbalétriers fait prisonniers aient les doigts coupés[réf. nécessaire].
Au cours de la bataille de Crécy, en août 1346, plus de 5 000 arbalétriers génois furent employés par les Français en première ligne contre les Anglais. Aux alentours de 16 heures, une soudaine tempête de pluie se leva. Les archers anglais retirèrent les cordes de leurs arcs et les gardèrent au sec ; alors que la corde des arbalètes ne pouvait être retirée sans outils. Les cordes s'étirèrent sous l'effet de la pluie. Lorsqu'elles furent utilisées une heure plus tard au cours de l'attaque, les arbalètes, trempées et détendues avaient perdu en efficacité, leur portée et leur vélocité étant réduites par rapport à une utilisation normale.
Lorsque les arbalétriers génois furent pris sous le déluge des flèches anglaises, Antonio Doria, ordonna à ses troupes de battre en retraite. Les chevaliers français interprétèrent cela comme de la lâcheté et ils chargèrent leurs alliés. La plupart des arbalétriers, ainsi que leur commandant furent tués. Avec des pertes réduites, les Anglais ont gagné la bataille grâce à des tirs de longue portée, effectués avec des arcs longs contre les hommes d'armes français et les arbalétriers génois,.
Plus tard, en 1380, un important corps de ces mercenaires génois participe aux côtés des Tatars de la Horde d'or, menés par Mamaï, à la bataille de Koulikovo contre les Russes.